# Tilmen Höyük
Koordinaten: 37° 1′ 48,2″ N, 36° 42′ 15,2″ O

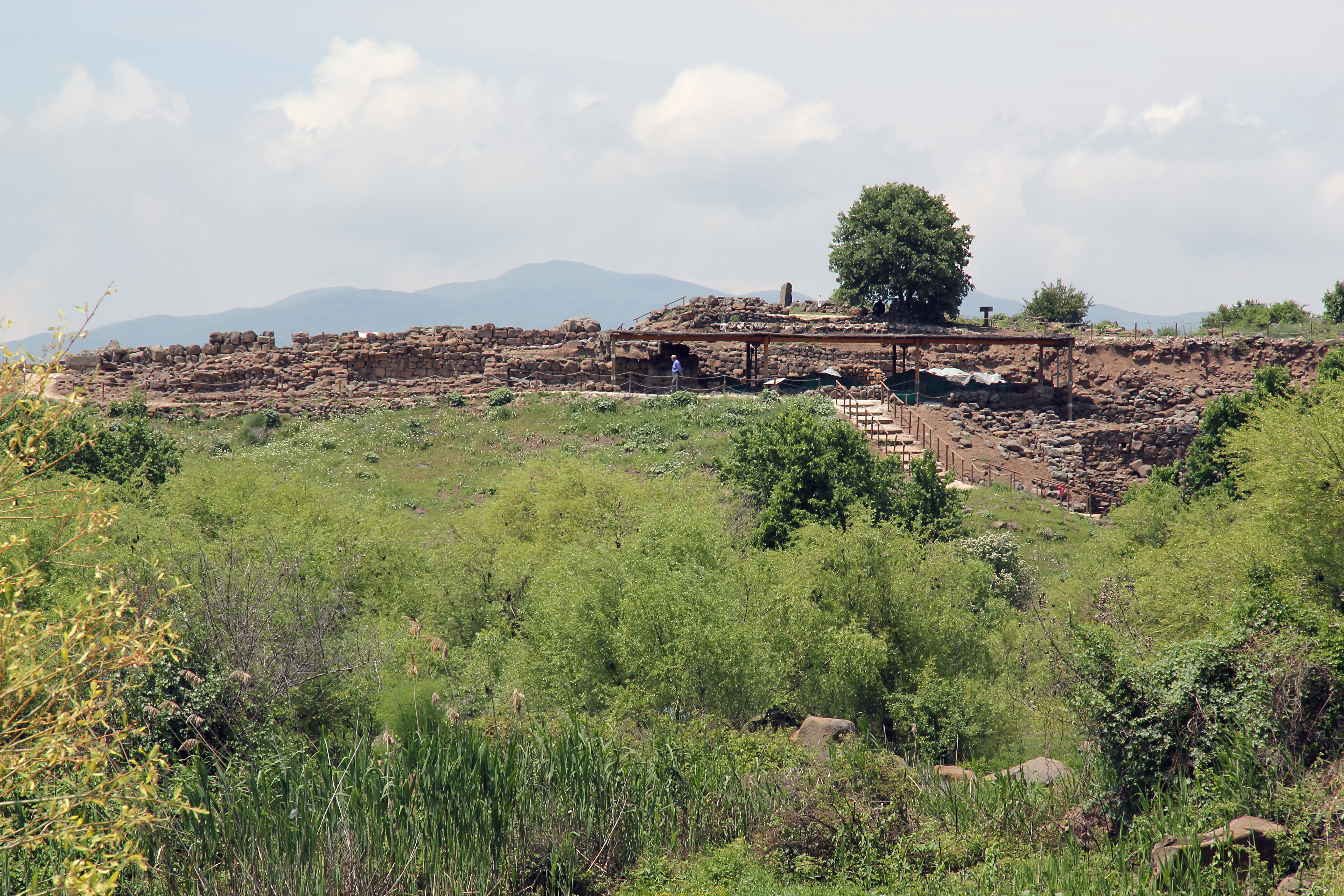
Tilmen Höyük

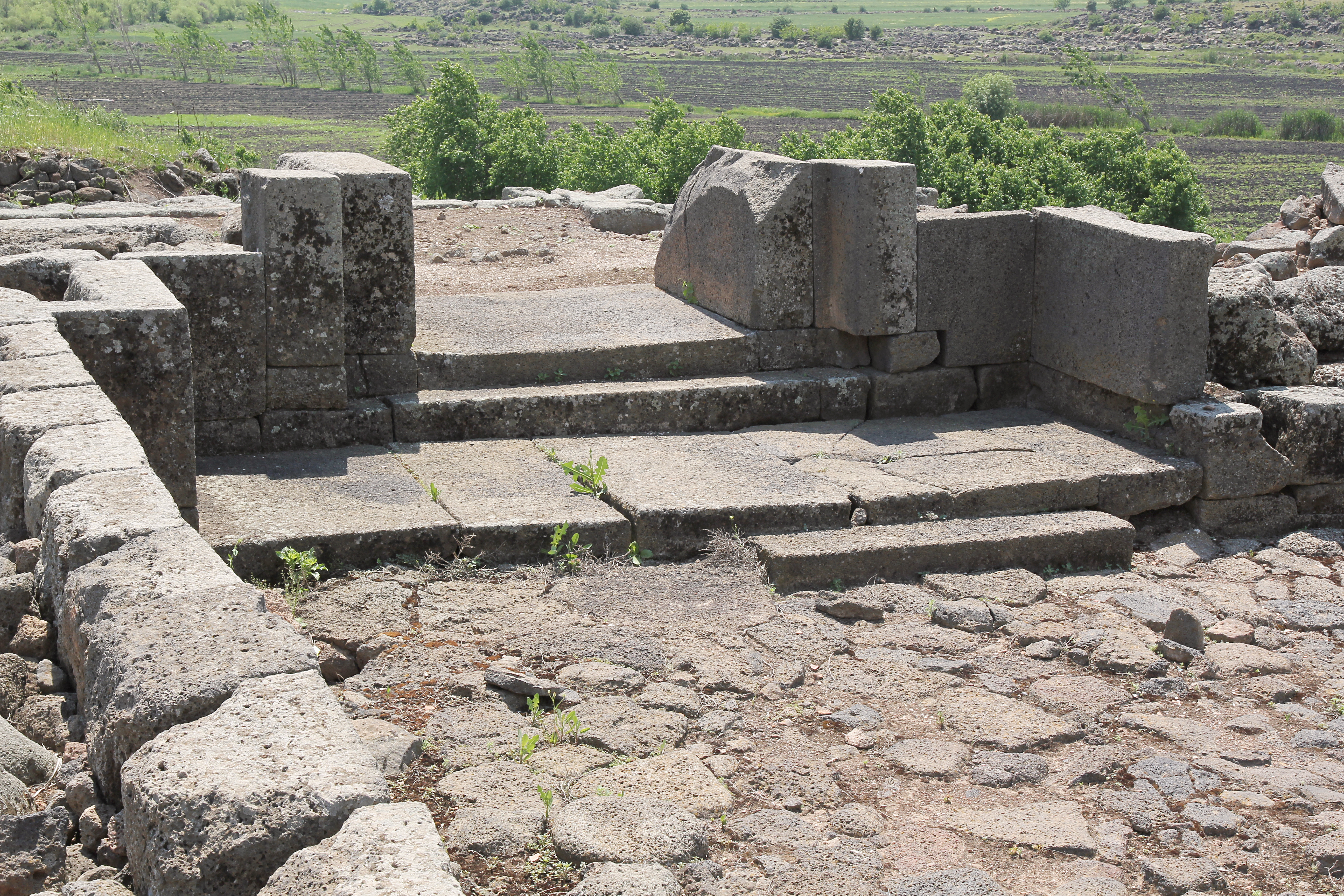
Königspalast (1800–1600 v. Chr.)

Tilmen Höyük ist ein archäologischer Fundplatz in der Türkei im Landkreis İslahiye der Provinz Gaziantep. Der Ort beherbergt einen mittelhethischen Palast auf einer kleinen Zitadelle, die von einer Unterstadt umgeben ist.
Der Höyük liegt am Karasu beim Dorf Yelliburun und hat einen Durchmesser von 200 m. Entdeckt wurde die Stätte 1958 von U. Bahadır Alkım. Ausgrabungen fanden zwischen 1959 und 1964 und 1969 bis 1972 statt. Zwischen 2003 und 2008 arbeitete ein italienisch-türkisches Team unter der Leitung von Nicolò Marchetti wieder an der Stelle.
Nach Bahadır Alkım war Tilmen Höyük im 18. Jahrhundert v. Chr. das Zentrum eines der 20 Kleinkönigtümer, die das Königreich von Jamchad bildeten. In diese Zeit datiert er auch den in Schicht IIc gefundenen Palast. Als der hethitische Großkönig Ḫattušili I. einen Feldzug in die Amuq-Ebene und gegen Aleppo führte, wurde Tilmen Höyük bei einem Großbrand zerstört. Im 15.–14. Jahrhundert v. Chr. (Schicht IIb/IIa) hat seiner Meinung nach wiederum ein lokales Königreich bestanden. Die mächtige umgebende Festungsmauer datiert er ins späte zweite bis Anfang des ersten vorchristlichen Jahrtausends.